# Robert E. Quinn

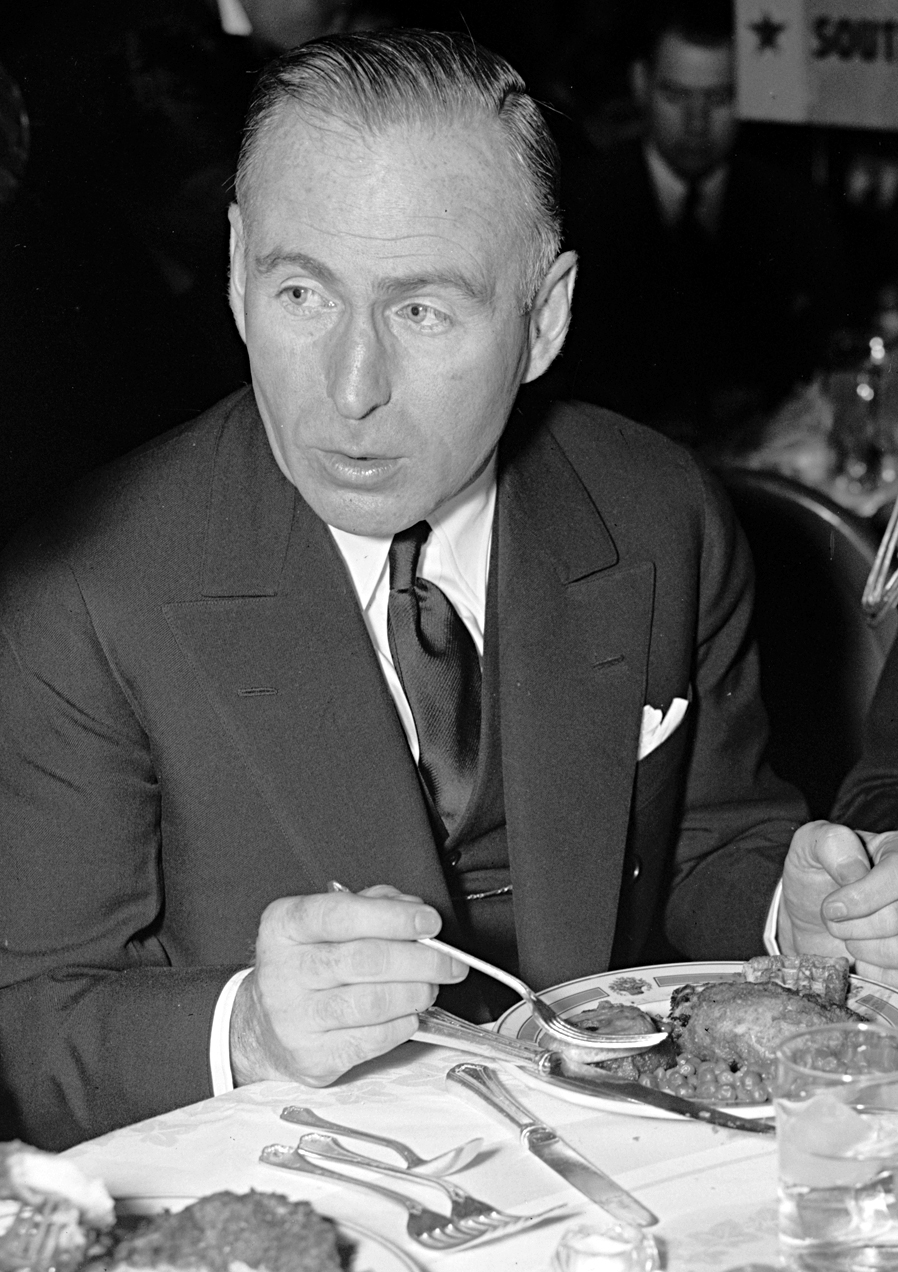
Robert E. Quinn (1937)

Robert Emmet Quinn (* 2. April 1894 in West Warwick, Rhode Island; † 19. Mai 1975) war ein US-amerikanischer Jurist und Politiker und von 1937 bis 1939 Gouverneur des Bundesstaates Rhode Island.
Robert Quinn graduierte 1915 an der Brown University. Seinen Abschluss in Jura machte er drei Jahre später an der Law School der Harvard University. Während des Ersten Weltkrieges arbeitete er in England und Frankreich für den US-Geheimdienst.
Der Demokrat Quinn gehörte von 1923 bis 1925 sowie von 1929 bis 1933 dem Senat von Rhode Island an; 1928 war er Delegierter zur Democratic National Convention in Houston. 1932 gewann er dann die Wahl zum Vizegouverneur von Rhode Island. Als Gouverneur Theodore F. Green zurücktrat, um sich für einen Sitz im US-Senat zu bewerben, wurde Quinn zu dessen Nachfolger berufen. Er übte das Amt des Gouverneurs vom 5. Januar 1937 bis zum 3. Januar 1939 aus. In dieser Zeit wurden meritokratische Strukturen im staatlichen Apparat geschaffen; zudem brachte er eine individuelle Einkommensteuer auf den Weg und machte sich dafür stark, dass sozial benachteiligte Bürger keine Immobiliensteuer zu zahlen hatten.
Quinn bewarb sich um die Wiederwahl, unterlag jedoch dem Republikaner William Henry Vanderbilt. Er arbeitete in der Folge wieder als Jurist und wurde 1941 an den Obersten Gerichtshof von Rhode Island berufen. Während des Zweiten Weltkrieges trat er der Armee bei und bekleidete den Rang eines Commander in der Rechtsabteilung der US Navy. In seiner vierjährigen Dienstzeit stieg er bis zum Rang eines Captain auf. Nach dem Krieg wurde Quinn erneut als Anwalt tätig, ehe er 1951 zum vorsitzenden Richter am neu geschaffenen United States Court of Appeals for the Armed Forces berufen wurde. Diese Position bekleidete er, bis er 1975 in den Ruhestand ging.